# جو ويتني
جو ويتني (بالإنجليزية: Joe Whitney)‏ هو لاعب هوكي الجليد أمريكي، ولد في 6 فبراير 1988 في ريدينج (ماساتشوستس) في الولايات المتحدة.

## وصلات خارجية
- جو ويتني على موقع دوري الهوكي الوطني (الإنجليزية)
- جو ويتني على موقع EliteProspects.com (الإنجليزية)
- جو ويتني على موقع Eurohockey.com (الإنجليزية)
- جو ويتني على موقع HockeyDB.com (الإنجليزية)
- جو ويتني على موقع Hockey-Reference.com (الإنجليزية)